# Golkonda (strip)
Golkonda je 41. epizoda strip serijala Dilan Dog. Objavljena je u bivšoj Jugoslaviji kao specijalno izdanje Zlatne serije u izdanju Dnevnika iz Novog Sada u decembru 1990. godine. Koštala je 21 dinar (3 DEM; 2 $). Imala je 94 strane.

## Originalna epizoda
Naslov originalne epizode glasi Golconda!. Objavljena je premijerno u Italiji 14. februara 1990. u izdanju Bonelija. Epizodu je napisao Ticiano Sklavi, a nacrtao Pikato Luiđi (Piccatto Luiggi). Naslovnicu je nacrtao Klaudio Vila (poznat po serijalu Teks Viler i Marti Misterija).

## Prethodna i naredna epizoda
Prethodna epizoda nosi naslov Dogodiće se sutra (#40), a naredna Hijena (#42).